# Monte Križevac

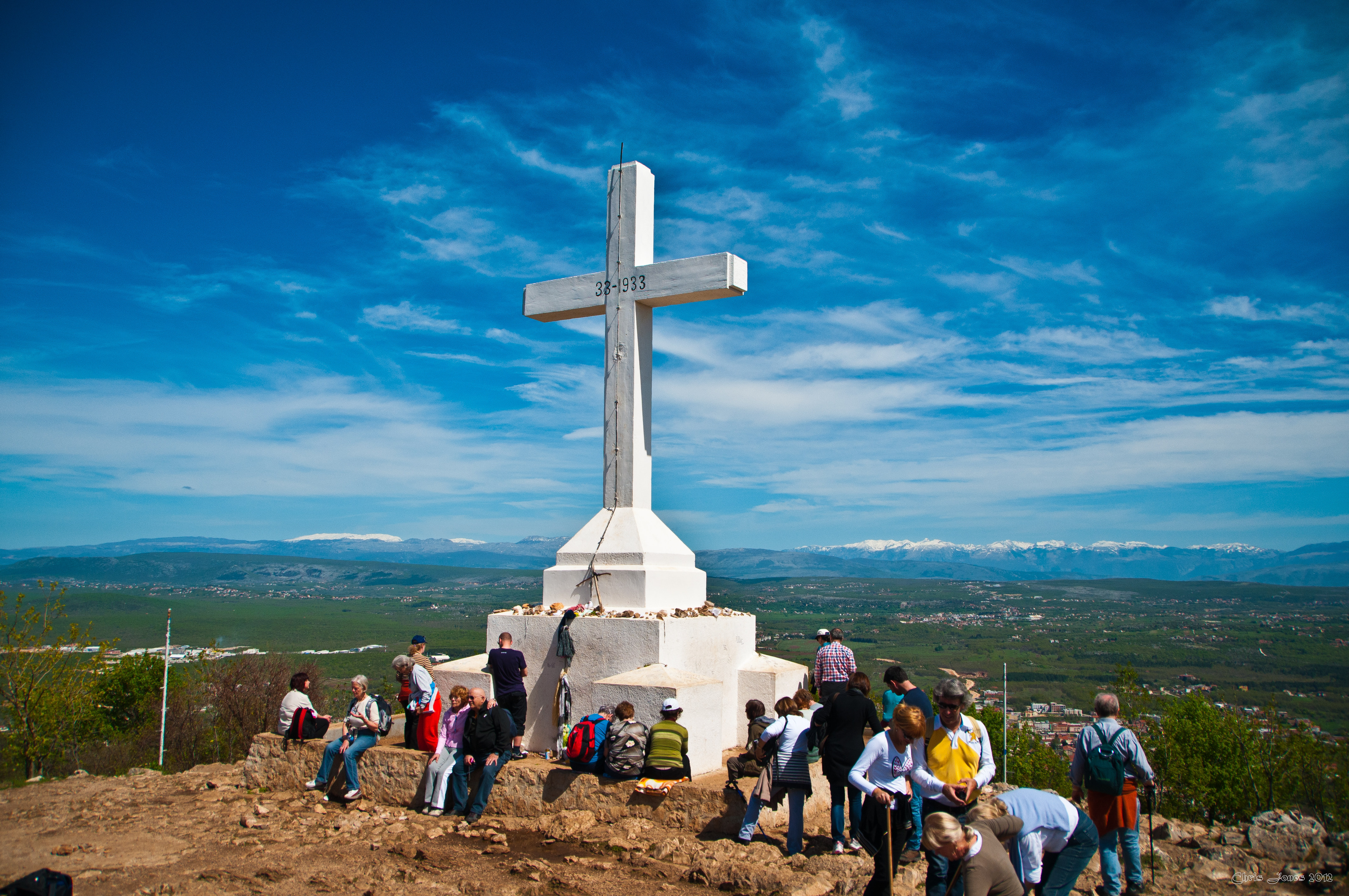
La Cruz en el Monte Križevac (en Međugorje).

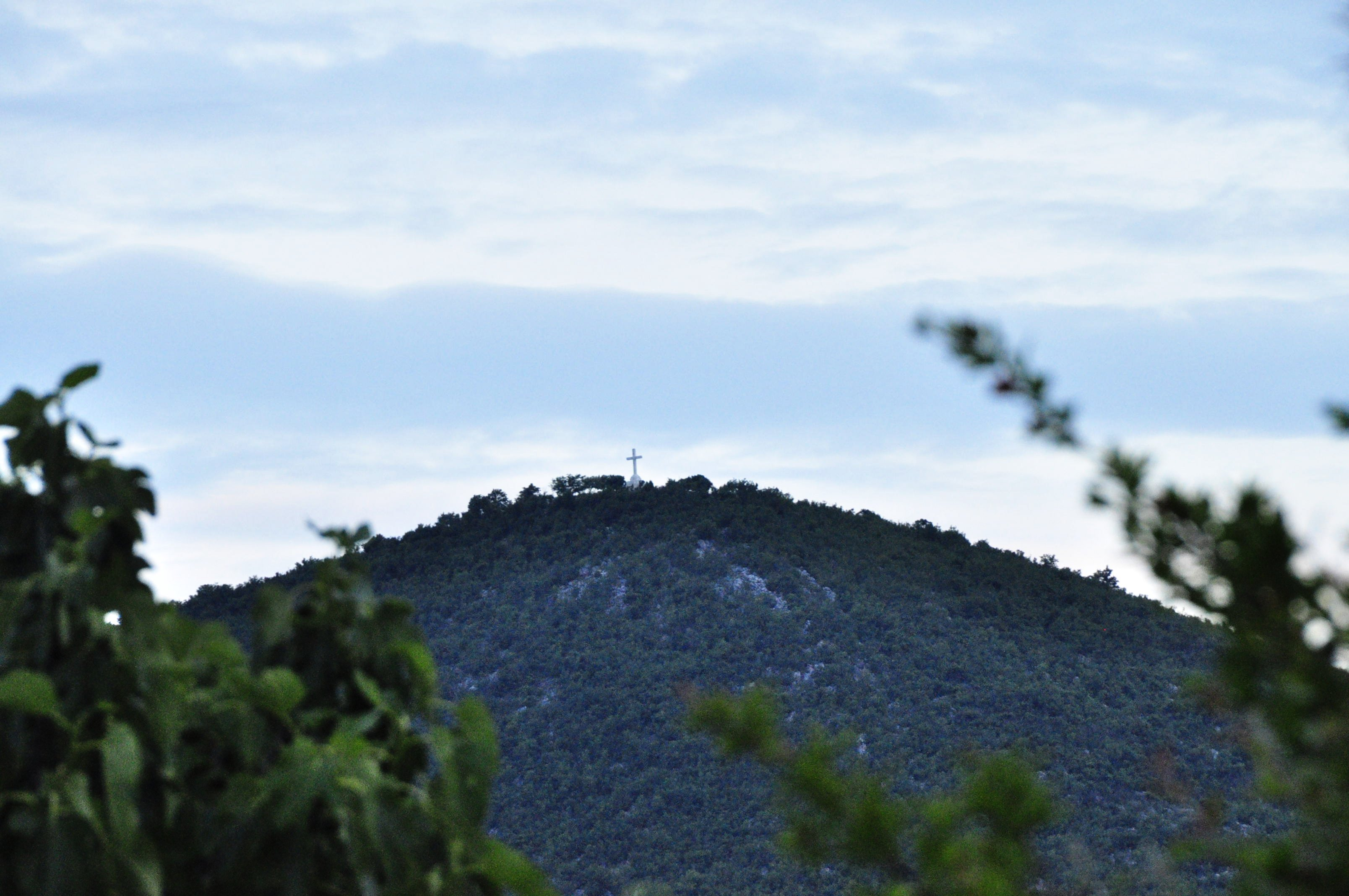
Panorámica del Monte Križevac (en Međugorje).

El Monte Križevac (también llamado de Monte de la Cruz o Montaña de la Cruz) es una colina situada junto al monte Podbrdo en la localidad de Međugorje, en la Bosnia y Herzegovina.
El monte mide 520 metros y debe su nombre a la presencia en su cima de una gran cruz de cemento colocada el 15 de marzo de 1934, en conmemoración de los 1900 años de la muerte de Jesús. En la cruz fue grabada la leyenda: «A Jesucristo, Redentor de la humanidad, como signo de nuestra fe, de nuestro amor y de nuestra esperanza, y en memoria del 1900 aniversario de la Pasión de Jesús».
En la intersección de los brazos de la cruz fueron colocadas las reliquias de la Cruz de Jesús, recibidas de Roma para la ocasión. Cada año a sus pies se celebra la Misa en conmemoración de la Exaltación de la Santa Cruz, tras la supuesta aparición de la Santísima Virgen María en Međugorje, y se celebra el Viacrucis hasta la base de la cruz.

## Fenómenos en el lugar
Según investigaciones, en el lugar han ocurrido supuestos "milagros dramáticos" que la gente ha descrito como señales del cielo. Esto es para demostrar que la Virgen y Dios están presentes. Eso es lo que testificaron los videntes de Međugorje.